# Agatha Christie : Dix Petits Nègres
Pour les articles homonymes, voir Dix Petits Nègres (homonymie) et And Then There Were None.
Agatha Christie : Dix Petits Nègres (And Then There Were None), L'Île du soldat en Belgique ou Ils étaient dix au Canada est une mini-série britannique en trois épisodes de 55 minutes diffusée du 26 au 28 décembre 2015 sur la chaine BBC One. Elle est adaptée par Sarah Phelps du célèbre roman Dix Petits Nègres écrit par Agatha Christie.
La série est produite à l'occasion du 125e anniversaire de la naissance d'Agatha Christie,.
En Belgique, la série est diffusée le 17 décembre 2016 sur la RTBF en première partie de soirée et en France le 20 décembre 2016 sur TF1. Au Québec, elle est diffusée sur ICI ARTV dès le 21 novembre 2017.

## Synopsis
En 1939, l'Europe est au bord de la guerre. Dix personnes qui ne se connaissent pas (huit invités et deux domestiques) se retrouvent sur « Soldier Island » (l'Île du Soldat), une île le long de la côte du Devon en Angleterre. Isolés du continent, leur hôte A. N. O'Nyme mystérieusement absent, ils se retrouvent tour à tour accusés de crime. Après que deux personnes ont trouvé la mort, les autres comprennent qu'un meurtrier est parmi eux.

## Distribution

### Acteurs principaux
- Charles Dance (VF : Philippe Catoire) : le juge Lawrence Wargrave
- Maeve Dermody (VF : Julia Boutteville) : Vera Claythorne
- Burn Gorman (VF : Yann Guillemot) : le sergent William Blore
- Aidan Turner (VF : Rémi Bichet) : Philip Lombard
- Toby Stephens (VF : Jean-François Lescurat) : Dr Edward Armstrong
- Douglas Booth (VF : Gauthier Battoue) : Anthony Marston
- Anna Maxwell Martin (VF : Julie Dumas) : Ethel Rogers
- Noah Taylor (VF : Bernard Bollet) : Thomas Rogers
- Sam Neill (VF : Jean-Louis Faure) : le général John MacArthur
- Miranda Richardson (VF : Anne Plumet) : Emily Brent

### Acteurs secondaires
- Harley Gallacher : Cyril Ogilvie Hamilton
- Paul Chahidi (VF : Jean-Pol Brissart) : Isaac Morris
- Charlie Russell (VF : Anne-Laure Gruet) : Audrey, assistante de Morris
- Ben Deery : Henry Richmond
- Rob Heaps (VF : Tony Marot) : Hugo
- Catherine Bailey (VF : Alexandra Ansidei) : Olivia Ogilvie Hamilton
- Tom Clegg : James Stephen Landor
- Daisy Waterstone : Beatrice Taylor

- Version française[5]
  - Société de doublage : Deluxe Media France
  - Direction artistique : Nathalie Raimbault
  - Adaptation des dialogues : Abel-Antoine Vial
  - voix additionnelles : Matthieu Albertini, Kaycie Chase, François Delaive, Caroline Mozzone, Christophe Seugnet

## Production

### Développement
À la suite du rachat des droits d'adaptation d'Agatha Christie par la BBC, Ben Stephenson (en) et Charlotte Moore (en) annoncent la mise en production de deux séries à l'occasion du 125e anniversaire de la naissance de la romancière : Partners in Crime et And Then There Were None. Cette dernière est produite par Mammoth Screen (en) en association avec Acorn Productions (propriétaire d'Agatha Christie Ltd.) pour une diffusion autour de Noël 2015 sur BBC One. Elle est adaptée du célèbre roman Dix Petits Nègres d'Agatha Christie par Sarah Phelps,,,.
La scénariste Sarah Phelps, qui n'avait jamais lu le livre avant, raconte qu'elle a été choquée par la « brutalité, l'absence de remords et la dureté » de l'histoire. « Dans les histoires de Poirot et Marple, quelqu'un est là pour résoudre le mystère, et cela vous donne un sentiment de sécurité, sachant ce qui va se passer par la suite. Quelqu'un sera présenté comme le coupable du crime et il sera amené devant la justice. Dans ce livre ce n'est pas le cas, personne ne va venir vous sauver, personne ne va venir aider ou comprendre. Il y a quelqu'un aux manettes, et cette personne est pernicieuse. C'est brutal et excitant à cause de cela ».
Pour adapter le roman, elle décide de ne pas regarder les précédentes adaptations, ne voulant pas adapter la vision d'un autre. Elle reste relativement fidèle à l'histoire du livre et ne fait que quelques petits changements sur le lieu ou la façon de mourir de certains des personnages. Cependant, elle « monte en puissance » quelques éléments et donne au tout une tournure plus sombre. Elle n'hésite pas non plus à utiliser le langage familier voire grossier, là où dans le roman tout le monde reste très poli. « Qu'est-ce que vous feriez si vous étiez sur une île où les gens meurent les uns après les autres ? Je pense que je ne tiendrais plus en place au bout d'un moment ».

### Tournage
Le tournage débute en juillet 2015 sous la direction de Craig Viveiros et le casting est dévoilé à cette occasion. Le tournage se déroule en Cornouailles, à Newquay et Mullion, ainsi qu'à Hillingdon House (en) à Hillingdon (Grand Londres).
Les décors sont dans le style des années 1930, époque de l'action. La chef décoratrice Sophie Becher s'inspire du travail des décoratrices Syrie Maugham et Elsie de Wolfe. Mais avec le réalisateur, elle décide de s'éloigner du style art déco classiquement utilisé dans les adaptations des œuvres d'Agatha Christie.
L'île où se déroule l'action est celle, inhabitée, de Mullion Island, en Cornouailles. La demeure visible sur l'île a été rajoutée par infographie (Computer-generated imagery ou CGI).

### Fiche technique
- Titre original : And Then There Were None
- Titre français : Agatha Christie : Dix Petits Nègres
- Réalisation : Craig Viveiros
- Scénario : Sarah Phelps, d'après le roman Dix Petits Nègres d'Agatha Christie
- Décors : Sophie Becher
- Costumes : Lindsay Pugh
- Photographie : John Pardue
- Montage : Sam White
- Musique : Stuart Earl
- Casting : Karen Lindsay-Stewart
- Production : Abi Bach
  - Production déléguée : Sarah Phelps, Hilary Strong, Karen Thrussell, Damien Timmer (en), Mathew Prichard, Lisa Hamilton Daly, Tanya Lopez et Matthew Read
- Sociétés de production : Mammoth Screen (en) et Agatha Christie Productions, en coproduction avec A&E Television Networks
- Sociétés de distribution (télévision) : BBC One (Royaume-Uni)
- Pays d'origine :  Royaume-Uni
- Langue originale : anglais
- Format : couleur - 16/9
- Genre : mini-série, drame, thriller
- Durée : 3 × 55 minutes (165 minutes ou 2 h 45)

## Épisodes
1. Episode 1
Dix personnes qui ne se connaissent pas (huit invités et deux domestiques) se retrouvent sur « Soldier Island » (l'Île du Soldat), une île le long de la côte du Devon en Angleterre. Isolés du continent par une tempête, leur hôte A. N. O'Nyme mystérieusement absent, ils se retrouvent tour à tour accusés de crime. Avant le matin, deux personnes ont déjà trouvé la mort dans des circonstances suspectes.
2. Episode 2
Après un troisième mort suivant la mystérieuse comptine présente dans chaque pièce de la maison, les survivants comprennent que le meurtrier est parmi eux. Même devenus suspicieux, ils n'arrivent pas à empêcher de nouvelles morts. Les invités restants organisent une fouille complète de la maison en quête d'indices sur leur mystérieux hôte.
3. Episode 3
Il ne reste plus que cinq personnes vivantes sur les dix de départ. Après un nouveau meurtre, les quatre survivants commencent à perdre l'esprit. Mais les meurtres s'accélèrent et la vérité éclate lorsque les deux derniers invités se font face.

## Accueil

### Réception critique
La Série obtient une excellente notation sur Allociné avec 4,3/5 sur 842 votes (janvier 2022).
Pour Sam Wollaston, du Guardian, la série « réussit à être loyale, non seulement à l'histoire mais aussi à l'esprit ». Elle est moderne avec « une tristesse et une tension psychologique oppressive que l'on voit plus souvent dans les thrillers scandinaves que dans les adaptations télévisées d'Agatha Christie ».
Pour Jasper Rees, du Telegraph, la série est un « thriller psychologique noir », bien loin des habituels et confortables mystères d'Agatha Christie. Il donne une note de quatre étoiles sur cinq et parle d'un programme « épatant à regarder ». Dans le même journal, Tim Martin donne une note de quatre étoiles sur cinq au dernier épisode. L'adaptation « fait justice à l'univers d'Agatha Christie », en restant « proche de la cruauté et des intentions dramatiques de l'auteur », au contraire des adaptations précédentes très classiques.
Cependant, certaines personnes, dont le Daily Mail, critiquent la présence à l'écran de drogue, de violence, de sexe et de langage grossier. Pour John Curran, expert de Christie, « si son travail a résisté au temps pendant près d'un siècle, je ne vois pas l'intérêt de le modifier ainsi ».

### Audiences
- Au Royaume-Uni : la série est un succès d'audience. Elle est suivie en moyenne par 5,5 millions de téléspectateurs. Le premier épisode attire plus de 6 millions de Britanniques tandis que les deux autres sont au-dessus des 5 millions[19].
- Aux États-Unis : diffusée en deux parties sur Lifetime, la première a été diffusée le 13 mars 2016 et vue par 754 000 téléspectateurs[20] et la deuxième partie le lendemain, avec 376 000 téléspectateurs[21].
- En France : la mini-série a été diffusée dans son montage original en trois parties sur TF1. Le premier épisode a été suivi par 5,21 millions de téléspectateurs (PDA de 19,2 %), le deuxième par 3,98 millions de téléspectateurs (PDA de 18,3 %) et la troisième et dernière partie par 3,13 millions de téléspectateurs (PDA de 27,7 %). Cette diffusion a permis à la chaîne d'arriver en tête des audiences de la soirée[22].